# Nuoto ai Giochi della XXXI Olimpiade - 100 metri farfalla femminili
La gara dei 100m farfalla femminili dei Giochi di Rio è stata disputata il 6 agosto, con le batterie al mattino e le semifinali nella sessione serale e il 7 agosto con la finale. La medaglia d'oro è andata alla svedese Sarah Sjöström che ha anche battuto il record del mondo.

## Record
Prima della competizione, i record olimpici e mondiali erano i seguenti:
| Record mondiale | 55"64 | Sarah Sjöström Svezia    | 1 agosto 2013 Kazan', Russia       |
| Record olimpico | 55"98 | Dana Vollmer Stati Uniti | 29 luglio 2012 Londra, Regno Unito |

Durante l'evento sono stati migliorati i seguenti record:
| Data     | Evento     | Atleta         | Nazione | Tempo | Record                            |
| -------- | ---------- | -------------- | ------- | ----- | --------------------------------- |
| 6 agosto | Semifinale | Sarah Sjöström | Svezia  | 55"84 | Record olimpico                   |
| 7 agosto | Finale     | Sarah Sjöström | Svezia  | 55"48 | Record mondiale · Record olimpico |

## Risultati

### Batterie
| Posizione | Batteria | Corsia | Nome                 | Nazionalità               | Tempo   | Note |
| --------- | -------- | ------ | -------------------- | ------------------------- | ------- | ---- |
| 1         | 6        | 4      | Sarah Sjöström       | Svezia                    | 56.26   | Q    |
| 2         | 4        | 5      | Dana Vollmer         | Stati Uniti               | 56.56   | Q    |
| 3         | 6        | 3      | Penny Oleksiak       | Canada                    | 56.73   | Q    |
| 4         | 5        | 4      | Kelsi Worrell        | Stati Uniti               | 56.97   | Q    |
| 5         | 6        | 6      | Lu Ying              | Cina                      | 57.08   | Q    |
| 6         | 6        | 5      | Jeanette Ottesen     | Danimarca                 | 57.15   | Q    |
| 7         | 4        | 4      | Chen Xinyi           | Cina                      | 57.17   | Q    |
| 8         | 6        | 2      | Rikako Ikee          | Giappone                  | 57.27   | Q    |
| 9         | 5        | 5      | Emma McKeon          | Australia                 | 57.33   | Q    |
| 10        | 4        | 6      | Liliána Szilágyi     | Ungheria                  | 57.70   | Q    |
| 11        | 5        | 2      | An Se-hyeon          | Corea del Sud             | 57.80   | Q    |
| 12        | 4        | 7      | Farida Osman         | Egitto                    | 57.83   | Q    |
| 13        | 4        | 8      | Kimberly Buys        | Belgio                    | 57.91   | Q    |
| 14        | 3        | 5      | Daynara de Paula     | Brasile                   | 57.92   | Q    |
| 15        | 3        | 3      | Natsumi Hoshi        | Giappone                  | 58.15   | Q    |
| 15        | 5        | 7      | Daiene Dias          | Brasile                   | 58.15   | Q    |
| 17        | 4        | 3      | Madeline Groves      | Australia                 | 58.17   |      |
| 18        | 4        | 1      | Anna Ntountounaki    | Grecia                    | 58.27   |      |
| 18        | 5        | 3      | Noemie Thomas        | Canada                    | 58.27   |      |
| 20        | 6        | 7      | Svetlana Čimrova     | Russia                    | 58.41   |      |
| 21        | 5        | 6      | Ilaria Bianchi       | Italia                    | 58.48   |      |
| 22        | 4        | 2      | Alexandra Wenk       | Germania                  | 58.49   |      |
| 23        | 6        | 8      | Kristel Vourna       | Grecia                    | 58.89   |      |
| 24        | 5        | 8      | Marie Wattel         | Francia                   | 58.90   |      |
| 25        | 3        | 6      | Béryl Gastaldello    | Francia                   | 58.93   |      |
| 26        | 6        | 1      | Nataliya Lovtsova    | Russia                    | 59.19   |      |
| 27        | 2        | 4      | Amit Ivry            | Israele                   | 59.42   |      |
| 28        | 3        | 7      | Lucie Svěcená        | Rep. Ceca                 | 59.45   |      |
| 28        | 3        | 8      | Danielle Villars     | Svizzera                  | 59.45   |      |
| 30        | 3        | 4      | Katarína Listopadová | Slovacchia                | 59.57   |      |
| 31        | 3        | 1      | Judit Ignacio        | Spagna                    | 59.61   |      |
| 32        | 5        | 1      | Louise Hansson       | Svezia                    | 59.73   |      |
| 33        | 3        | 2      | Helena Gasson        | Nuova Zelanda             | 59.82   |      |
| 34        | 2        | 3      | Darya Stepanyuk      | Ucraina                   | 1:00.81 |      |
| 35        | 2        | 5      | Quah Ting Wen        | Singapore                 | 1:00.88 |      |
| 36        | 2        | 2      | Amina Kajtaz         | Bosnia ed Erzegovina      | 1:01.67 |      |
| 37        | 2        | 6      | Marie Laura Meza     | Costa Rica                | 1:02.01 |      |
| 38        | 2        | 7      | SotiriaNeofytou      | Cipro                     | 1:02.91 |      |
| 39        | 2        | 1      | Jannah Sonnenschein  | Mozambico                 | 1:04.21 |      |
| 40        | 2        | 8      | Dalia Tórrez Zamora  | Nicaragua                 | 1:05.81 |      |
| 41        | 1        | 4      | Yusra Mardini        | Atleti Olimpici Rifugiati | 1:09.21 |      |
| 42        | 1        | 5      | Oreoluwa Cherebin    | Grenada                   | 1:10.40 |      |
| 43        | 1        | 6      | Nooran Ba Matraf     | Yemen                     | 1:11.16 |      |
| 44        | 1        | 3      | Johanna Umurungi     | Ruanda                    | 1:11.92 |      |
| 45        | 1        | 2      | Nada Arkaji          | Qatar                     | 1:18.86 |      |

### Semifinali
| Posizione | Semifinale | Corsia | Nome             | Nazionalità   | Tempo | Note |
| --------- | ---------- | ------ | ---------------- | ------------- | ----- | ---- |
| 1         | 2          | 4      | Sarah Sjöström   | Svezia        | 55.84 | Q    |
| 2         | 2          | 2      | Emma McKeon      | Australia     | 56.81 | Q    |
| 3         | 1          | 6      | Rikako Ikee      | Giappone      | 57.05 | Q    |
| 4         | 1          | 4      | Dana Vollmer     | Stati Uniti   | 57.06 | Q    |
| 5         | 2          | 4      | Penny Oleksiak   | Canada        | 57.10 | Q    |
| 6         | 2          | 3      | Lu Ying          | Cina          | 57.15 | Q    |
| 7         | 1          | 3      | Jeanette Ottesen | Danimarca     | 57.47 | Q    |
| 8         | 2          | 6      | Chen Xinyi       | Cina          | 57.51 | Q    |
| 9         | 1          | 5      | Kelsi Worrell    | Stati Uniti   | 57.54 |      |
| 10        | 2          | 7      | An Se-hyeon      | Corea del Sud | 57.95 |      |
| 11        | 2          | 8      | Natsumi Hoshi    | Giappone      | 58.03 |      |
| 12        | 1          | 7      | Farida Osman     | Egitto        | 58.26 |      |
| 13        | 1          | 2      | Liliána Szilágyi | Ungheria      | 58.31 |      |
| 14        | 1          | 8      | Daiene Dias      | Brasile       | 58.52 |      |
| 15        | 2          | 1      | Kimberly Buys    | Belgio        | 58.63 |      |
| 16        | 1          | 1      | Daynara de Paula | Brasile       | 58.65 |      |

### Finale
| Posizione | Corsia | Nome             | Nazionalità | Tempo | Note                                                     |
| --------- | ------ | ---------------- | ----------- | ----- | -------------------------------------------------------- |
| Oro       | 4      | Sarah Sjöström   | Svezia      | 55.48 | Record mondiale · Record olimpico                        |
| Argento   | 2      | Penny Oleksiak   | Canada      | 56.46 | Miglior prestazione mondiale under 20 · Record nazionale |
| Bronzo    | 6      | Dana Vollmer     | Stati Uniti | 56.63 |                                                          |
| 4         | 7      | Lu Ying          | Cina        | 56.76 |                                                          |
| 5         | 3      | Rikako Ikee      | Giappone    | 56.86 | Record nazionale                                         |
| 6         | 5      | Emma McKeon      | Australia   | 57.05 |                                                          |
| 7         | 1      | Jeanette Ottesen | Danimarca   | 57.17 |                                                          |
| –         | 8      | Chen Xinyi       | Cina        | 56.72 | DSQ                                                      |